# Wedendorf
Wedendorf is een plaats en voormalige gemeente in de Duitse deelstaat Mecklenburg-Voor-Pommeren en maakt sinds 1 juli 2011 deel uit van de gemeente Wedendorfersee in het district Nordwestmecklenburg.

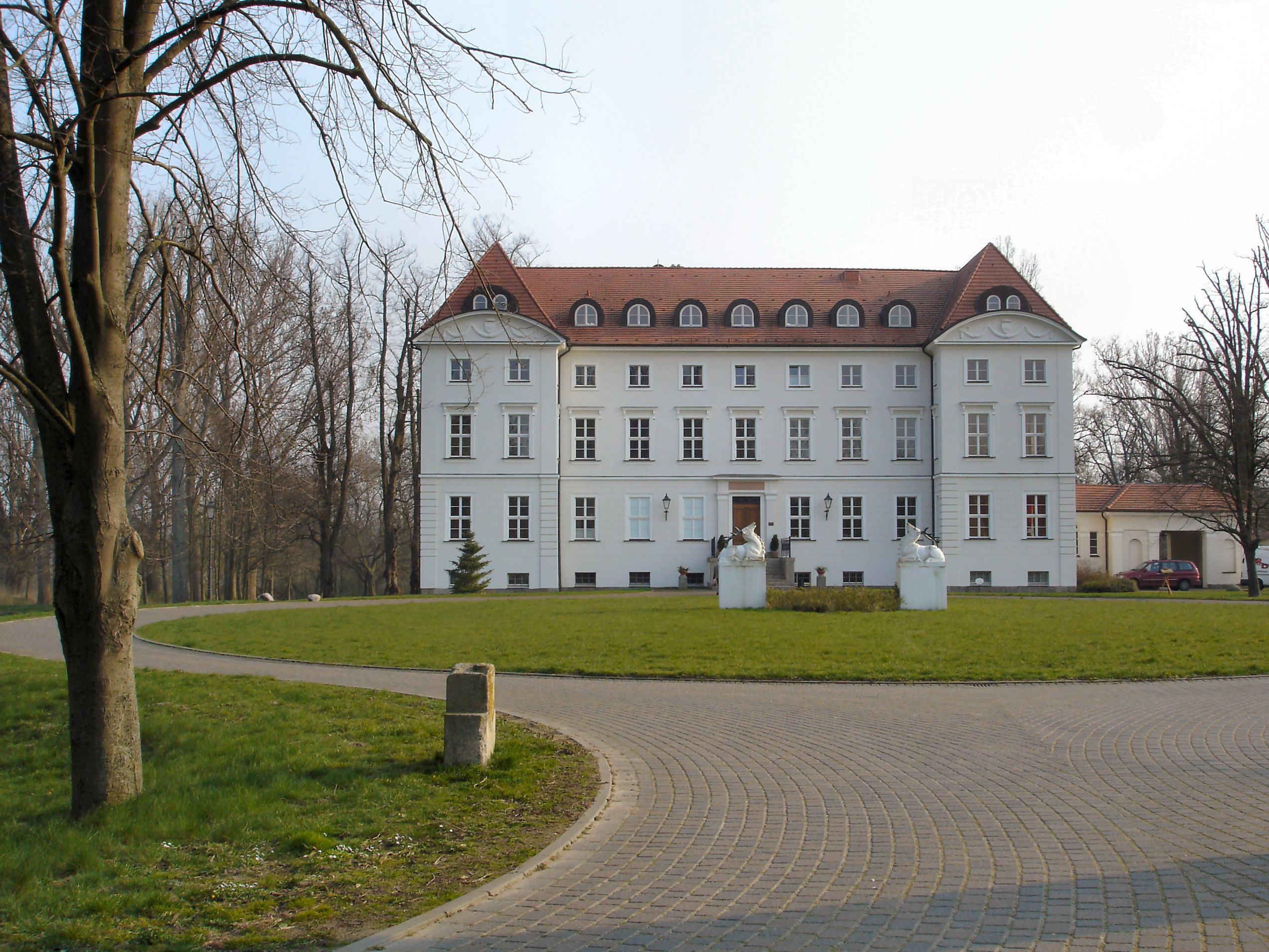
Slot Wedendorf